# Adolf Švec

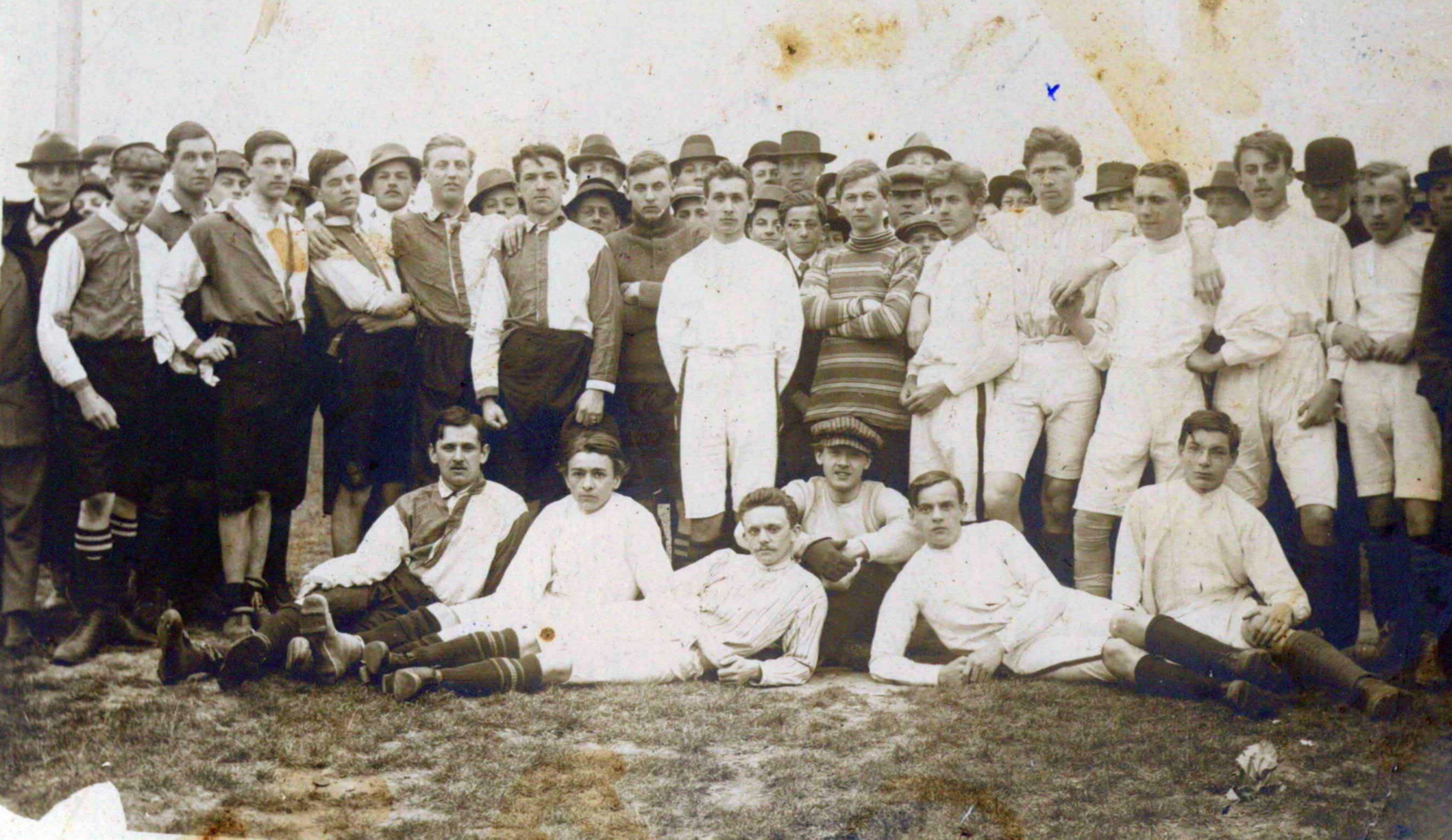
Forbalové družstvo Sokola Přibyslav, Adolf Švec označen křížkem

Adolf Švec (30. března 1893, Bzí – 15. června 1942, koncentrační tábor Osvětim) byl český inženýr agronomie, manažer v oboru zemědělské výroby a veřejný činitel, zasloužil se mimo jiné o vzestup společnosti Amylon, která se mimo jiné později stala výrobcem známých smetanových krémů Pribináček.
Kromě manažerské a podnikatelské činnosti se zajímal rovněž o veřejné dění, v roce 1926 byl zvolen starostou Sokolské tělocvičné jednoty Přibyslav a tuto funkci vykonával až do rozpuštění sokolských jednot nacisty v roce 1941; v době jeho působení dosáhl Sokol v Přibyslavi největšího rozmachu. Zvolen byl i místostarostou Havlíčkovy sokolské župy. 
Za Protektorátu Čechy a Morava byl zatčen německými bezpečnostními složkami a od 5. prosince 1941 byl držen v policejní věznici gestapa v Malé pevnosti Terezín. Odtud byl dne 14. ledna 1942 deportován do koncentračního tábora Osvětim, kde byl 15. června 1942 umučen. 

Vězeňská identifikační trojfotografie Adolfa Švece (vězeň číslo 25 552) v Osvětimi
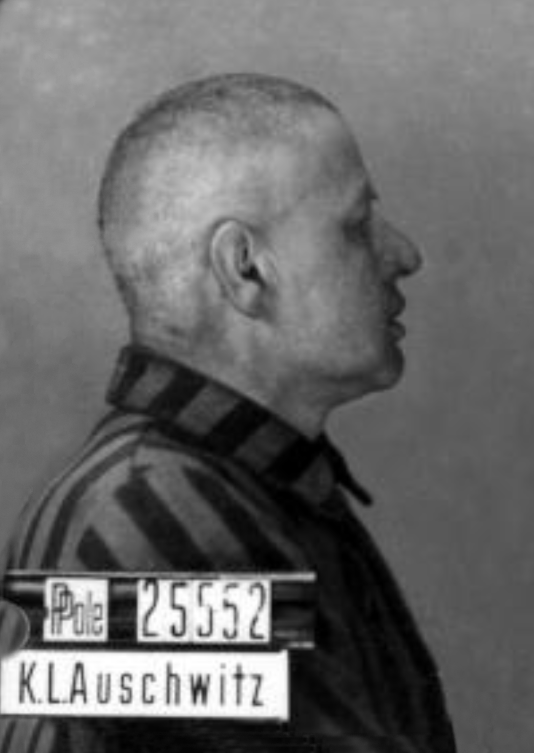
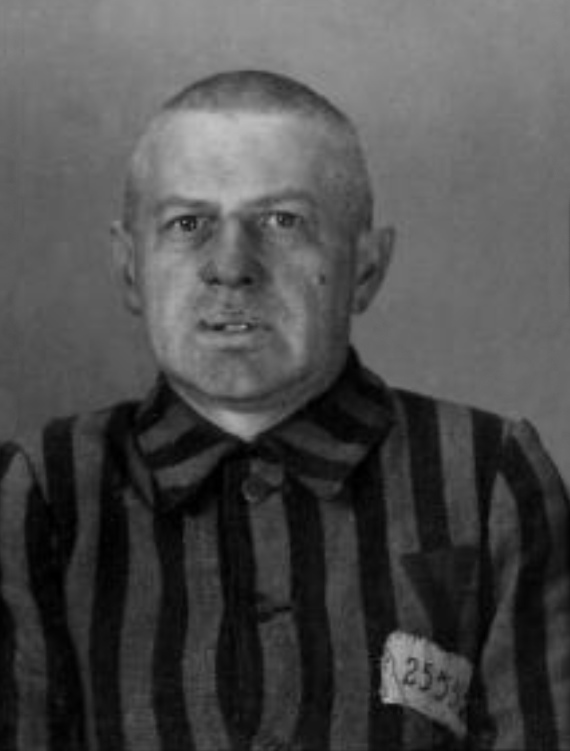
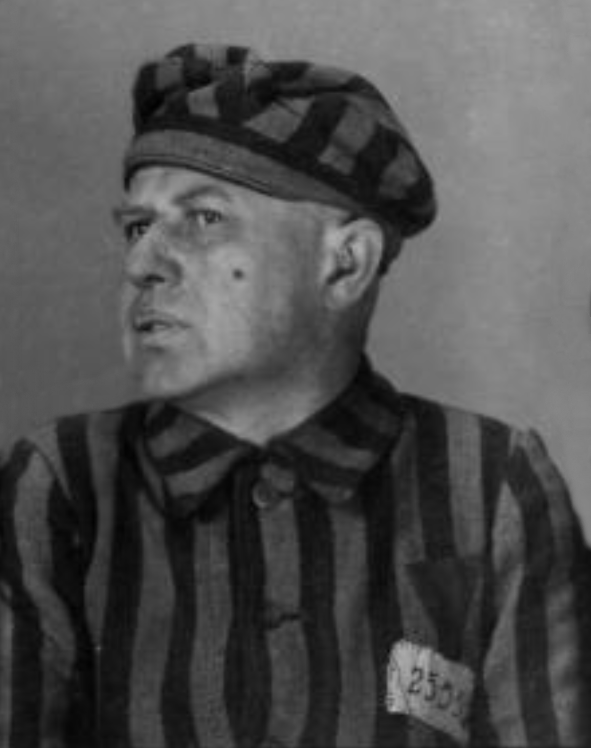